# Fehlerintegral
Das gaußsche Fehlerintegral (nach Carl Friedrich Gauß) ist die Verteilungsfunktion der Standardnormalverteilung. Es wird häufig mit {\displaystyle \Phi } bezeichnet und ist das Integral von {\displaystyle -\infty } bis {\displaystyle z} über die Dichtefunktion der Normalverteilung mit {\displaystyle \mu =0} und {\displaystyle \sigma =1}. Da die gesamte Fläche unterhalb der Dichtekurve (auch Gauß-Glocke genannt) gleich 1 ist, ist der Wert des Fehlerintegrals für {\displaystyle z\rightarrow \infty } ebenfalls 1 (siehe Abschnitt Normierung).

## Definition
Das Fehlerintegral ist durch
{\displaystyle \Phi (z)={\frac {1}{\sqrt {2\pi }}}\int _{-\infty }^{z}e^{-{\frac {1}{2}}t^{2}}\mathrm {d} t}
definiert.
Lässt man das Integral erst bei {\displaystyle 0} statt bei {\displaystyle -\infty } beginnen, so spricht man von {\displaystyle \Phi _{0}}:
{\displaystyle \Phi _{0}(z)={\frac {1}{\sqrt {2\pi }}}\int _{0}^{z}e^{-{\frac {1}{2}}t^{2}}\mathrm {d} t=\Phi (z)-{\tfrac {1}{2}}.}

## Zusammenhang mit der gaußschen Fehlerfunktion
Durch die Substitution {\displaystyle x={\tfrac {t}{\sqrt {2}}}} in den oben genannten Formeln und durch passende Umformungen lässt sich aus {\displaystyle \Phi } bzw. {\displaystyle \Phi _{0}} die Fehlerfunktion
{\displaystyle \operatorname {erf} (z)=2\Phi ({\sqrt {2}}\,z)-1}
bzw.
{\displaystyle \operatorname {erf} (z)=2\Phi _{0}({\sqrt {2}}\,z)}
herleiten.

## Anwendung
Das Fehlerintegral {\displaystyle \Phi (z)} gibt die Wahrscheinlichkeit an, dass eine standardnormalverteilte Zufallsvariable einen Wert kleiner oder gleich {\displaystyle z} annimmt. Umgekehrt kann auch die Wahrscheinlichkeit für einen Wert größer oder gleich {\displaystyle z} ermittelt werden, indem man {\displaystyle \Phi (\infty )-\Phi (z)=1-\Phi (z)} bildet.
Als elektrotechnisches Beispiel sei ein gaußverteiltes Störrauschen der Streuung {\displaystyle \sigma =1{,}25\,\mathrm {V} } angenommen, das einem Übertragungskanal überlagert ist. Dieser Kanal arbeite fehlerfrei, solange die Störungen im Bereich −5 V ... +5 V liegen. Es klärt sich nun schnell die Frage, wie wahrscheinlich eine fehlerhafte Übertragung ist:
Wahrscheinlichkeit für einen Rauschwert nicht größer als  -5 V:
{\displaystyle p_{1}=\Phi (-5\,\mathrm {V} /\sigma )=\Phi (-4)=0{,}317\cdot 10^{-4}.}
Wahrscheinlichkeit für einen Rauschwert mindestens gleich +5 V:
{\displaystyle p_{2}=\Phi (\infty )-\Phi (5\,\mathrm {V} /\sigma )=1-\Phi (4)=0{,}317\cdot 10^{-4}.}
Die Gesamtwahrscheinlichkeit für einen Übertragungsfehler ergibt sich dann aus {\displaystyle p=p_{1}+p_{2}}

## Normierung
Um die Normiertheit {\displaystyle \Phi (\infty )=1} nachzuweisen, berechnen wir
{\displaystyle I:=\int _{-\infty }^{\infty }e^{-{\frac {1}{2}}t^{2}}\mathrm {d} t.}
Auch wenn keine Stammfunktion des Integranden als elementare Funktion ausdrückbar ist, gibt es trotzdem mehr als ein halbes Dutzend Lösungswege, seinen Wert zu bestimmen, angefangen bei ersten Näherungen De Moivres aus dem Jahr 1733 über die Arbeiten von Laplace und Poisson aus der Zeit um 1800 bis hin zu einem gänzlich neuen Lösungsansatz S. P. Evesons aus dem Jahr 2005. Einer der entscheidenden Tricks für seine Berechnung (angeblich von Poisson) ist es, auf eine höhere Dimension auszuweichen und das resultierende 2D-Integrationsgebiet anders zu parametrisieren:
{\displaystyle {\begin{aligned}I^{2}&=\left(\int _{-\infty }^{\infty }e^{-{\frac {1}{2}}x^{2}}\mathrm {d} x\right)\left(\int _{-\infty }^{\infty }e^{-{\frac {1}{2}}y^{2}}\mathrm {d} y\right)\\&=\int _{-\infty }^{\infty }\int _{-\infty }^{\infty }e^{-{\frac {1}{2}}x^{2}}e^{-{\frac {1}{2}}y^{2}}\mathrm {d} x\,\mathrm {d} y\\&=\int _{-\infty }^{\infty }\int _{-\infty }^{\infty }e^{-{\frac {1}{2}}\left(x^{2}+y^{2}\right)}\mathrm {d} x\,\mathrm {d} y.\end{aligned}}}
Grundlage für die erste Umformung ist die Linearität des Integrals.
Statt längs kartesischer Koordinaten wird über {\displaystyle \mathbb {R} ^{2}} nun längs Polarkoordinaten integriert, was der Substitution {\displaystyle x=r\cos \varphi ,y=r\sin \varphi } und daraus {\displaystyle r^{2}=x^{2}+y^{2}} entspricht, und man erhält schließlich mit dem Transformationssatz
{\displaystyle {\begin{aligned}I^{2}&=\int _{0}^{\infty }\int _{0}^{2\pi }e^{-{\frac {1}{2}}r^{2}}r\,\mathrm {d} \varphi \,\mathrm {d} r\\&=2\pi \int _{0}^{\infty }e^{-{\frac {1}{2}}r^{2}}r\,\mathrm {d} r\\&=-2\pi \left[e^{-{\frac {1}{2}}r^{2}}\right]_{r=0}^{\infty }\\&=2\pi .\end{aligned}}}
Damit erhalten wir:
{\displaystyle \lim _{z\to \infty }\Phi (z)={\frac {1}{\sqrt {2\pi }}}\int _{-\infty }^{\infty }e^{-{\frac {1}{2}}t^{2}}\mathrm {d} t={\frac {1}{\sqrt {2\pi }}}I=1.}